# Assemblée de notables (Montesquiou)
Pour les articles homonymes, voir Assemblée des notables et Assemblée des notables (Pays-Bas).
Assemblée de notables est le titre d'une collection d'essais par Robert de Montesquiou parue en 1908. Il est dédié à Henry Bataille.

## Chapitres
1. Un portraitiste lyrique (Philip Alexius de Laszlo)
2. Beardsley en raccourci (Aubrey Beardsley)
3. Talius filius (Léopold Stevens)
4. Ne touchez pas à la Joconde (Léonard de Vinci)
5. Le Péril doré (Léonard de Vinci)
6. Les pierres qui meurent
7. Les Amis de Sèvres
8. Un sénat de femmes
9. Dames d'automne
10. L'Académicienne
11. La Rosette des rosés
12. Le Balzac de l'enfance (Comtesse de Ségur)
13. Madame Mondanité et Monsieur Monde
14. Du snobisme
15. Panachés
16. Souveraines d'outre-mer
17. Réjane à vol d'oiseau (Gabrielle-Charlotte Réju)
18. Thalies d'été (Théâtre d'Orange)
19. Âmes de bois (marionnettes)
20. La Cage des masques (album de André Rouveyre)
21. Les Miroirs malins (humoristes)
22. Mylord Chat
23. Génovines

## Référence
- Le Mort remontant- Robert Montesquiou-Fézensac (comte de), Émile-Paul frères, 1922, 136 pages